# Kencot
Kencot – wieś w Anglii, w hrabstwie Oxfordshire, w dystrykcie West Oxfordshire. Leży 25 km na zachód od Oksfordu i 106 km na zachód od Londynu. W 2001 miejscowość liczyła 131 mieszkańców.